# Наньусы
Наньусы (кит. 南无寺) — буддийский монастырь, расположенный в 2,5 километрах к югу от центра города Кандин, Китай. Монастырь принадлежит буддийской школе гэлуг. В нём обитают около 80 монахов.
История монастыря восходит к XI веку, ко временам Империи Сун, когда на этом месте был построен храм Паома (Паомашань). Последний был сожжён во время правления императора Шуньчжи, а затем, в 1677 году, на его месте императором Канси и Пятым Далай-ламой был восстановлен монастырь. Император Цяньлун даровал храму доску с надписью Наньусы.
Само здание храма Наньусы было построено в составе монастыря Паома в 867 году, и называлось «Намуцзэ» (кит. 娜姆则).

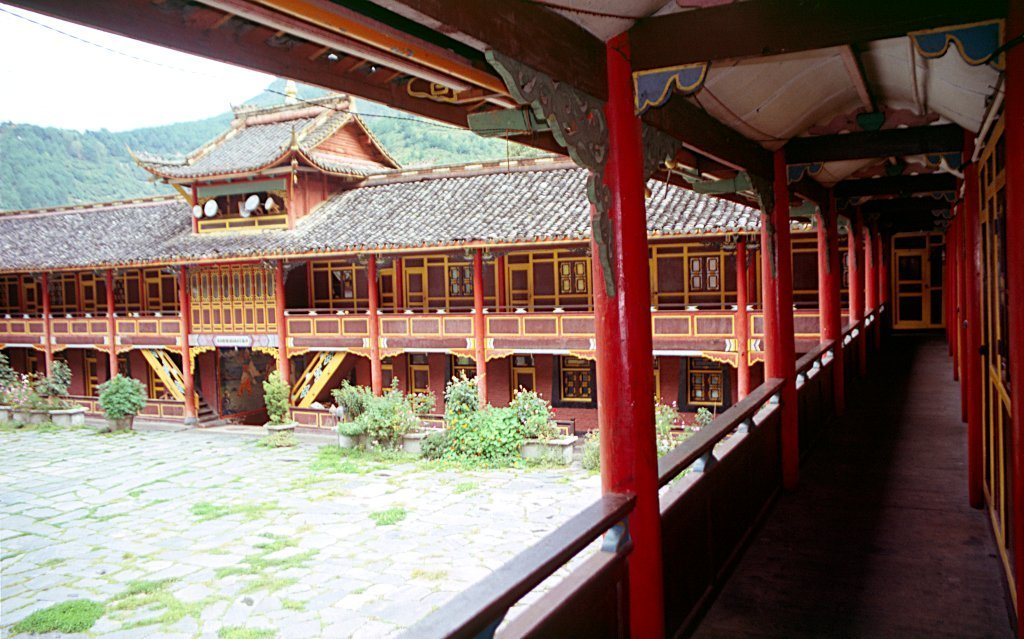
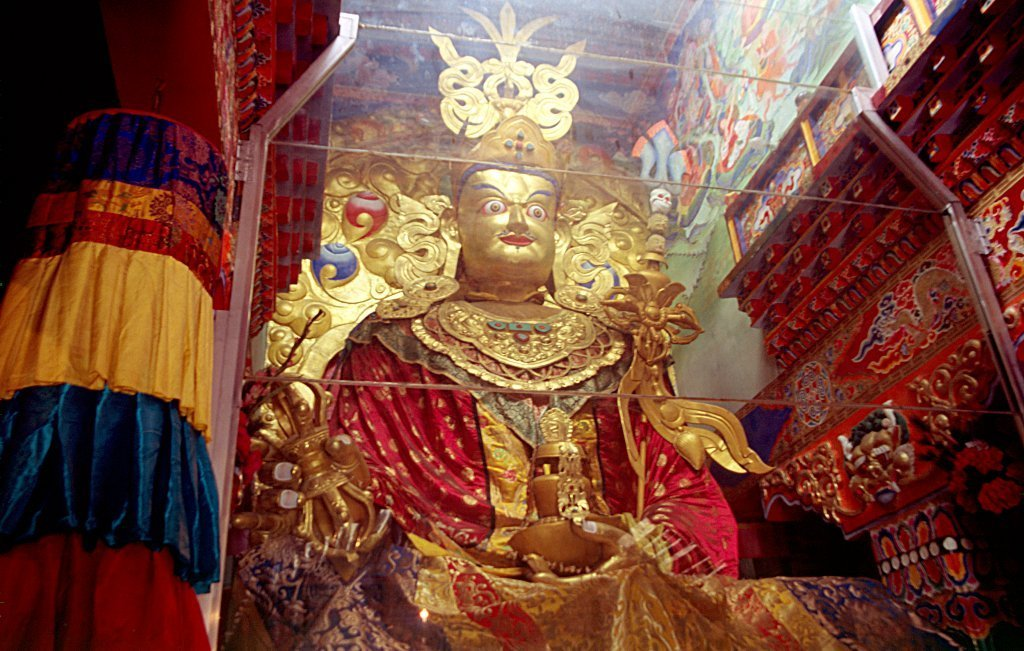
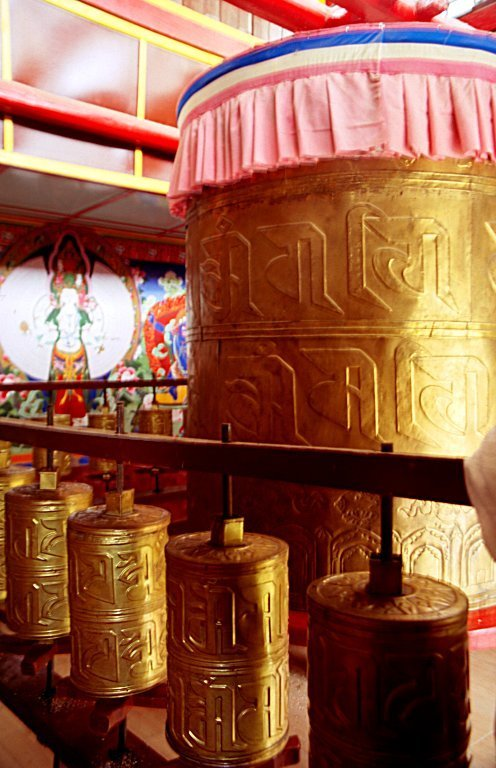